# 阪急バス石橋営業所
阪急バス石橋営業所（はんきゅうバスいしばしえいぎょうしょ）は、大阪府池田市井口堂にある阪急バスの営業所。同じ阪急阪神東宝グループの持株会社である阪急阪神ホールディングスや阪急電鉄と同様に、登記上の本店を池田市内の当地に置いている。敷地内を公道が貫いている。
最寄りの停留所は「井口堂」または「阪急石橋北口」。営業所略号は「石」。

## 概要
阪急宝塚線池田駅や石橋阪大前駅（阪急石橋阪大前駅・阪急石橋北口）を主な基点とし、池田市・箕面市西部を中心に路線網を展開し、千里中央周辺では豊中市にも乗り入れる。過去には満願寺線なども担当しており、兵庫県にも乗り入れていた。
運行管理業務は2003年12月1日から阪急田園バスに委託していたが、2019年7月1日に同社との合併により直営化。
かつて主に千里中央発着路線が休憩所として使用する出張所があった。2011年12月までは千里中央出張所（豊中市上新田2丁目932番地-1）で、同所を閉鎖し移転する形で箕面船場出張所を開設。移転開設当時は箕面市船場東3丁目7番地30号に所在していたが、2016年10月までに船場東1丁目1番地13号へ移転している。運転士用の時刻表には「船場サブ車庫」と表記されていた。2024年3月22日をもって閉鎖。

## 現行路線

### 池田市内線
文字通り、池田駅 - 石橋阪大前駅間の池田市街地をくまなく回る路線。現在の阪急バス一般路線では唯一の、大阪国際空港へ乗り入れる系統も有する。
2009年4月29日改正までは池田 - 石橋間を軸に概ね5つのルートに分けて運行しており、複数のルートを組み合わせて循環する系統もあった。同改正より、池田を境に南北で運行区間を完全に分離し「北部コース」と「南部コース」という総称が設定された。同時に、双方をまたいで利用する乗客向けに「乗継券」を発行するようになった。この関係で、石橋北口方面への循環運行を行っていた系統も池田と石橋北口で系統番号が分けられ、一部の便を除き連続運行も取り止められた。
2019年7月13日改正でルート変更を伴う改変が行われた際に、石橋北口停留所は「阪急石橋北口」に改称。コースの名称及び乗継券は廃止された。
なお、系統番号が同じでも途中で運行を打ち切ったり、経由地が異なる設定もあるので、利用の際は注意が必要。
大人250円・小児130円の均一運賃で、当路線専用の1日乗車券もある。
特記がなければ阪急池田駅では3のりばから発車。

#### 五月山公園・大広寺経由
市街地北部の五月丘・東畑を経由する便のうち「五月山公園・大広寺」「五月丘小学校前」を経由する系統で、1系統を主力とする。
阪急池田駅では2022年4月18日に西のりばの閉鎖に伴って新設された4のりばから発車。
- 1系統：阪急池田駅 - 五月山公園・大広寺 - 五月丘 - 東畑 - 呉羽の里 - 水月公園前 - 井口堂 - 阪急石橋北口 - 大阪国際空港
  - 1系統については水月公園前 - 阪急石橋北口間で井口堂を経由するものと文化会館前を経由するもので分けて記載する。
  - 池田駅 - 石橋北口の運行が基本だが、一部は池田駅 - 井口堂の運行。大阪国際空港発着便はほぼ2時間に1本の間隔で運行。
  - 空港では到着中央ブロック前にある6のりばにて乗降扱いする。
  - 阪急池田駅 → 井口堂 のうち最終2本は、通常の2倍の運賃が必要となる深夜バスとして運行される。

- 1系統：阪急池田駅 - 五月山公園・大広寺 - 五月丘 - 東畑 - 呉羽の里 - 水月公園前 - 文化会館前 - 阪急石橋北口 → 井口堂＜→2系統に変更して池田駅へ＞
  - 文化会館前経由便は阪急石橋北口止まりの便と井口堂から2系統に変更して池田駅へ戻る便がある。
  - 阪急石橋北口 → 文化会館前 → 阪急池田駅行きは、平日の朝ラッシュ時に4本運行。

- 8系統：阪急池田駅 → 五月山公園・大広寺 → 五月丘 → 東畑 → 呉羽の里 → 下渋谷 → 市立池田病院(一部のみ) → 阪急池田駅
  - 呉羽の里から下渋谷を経由して阪急池田駅に戻る循環系統で、日中から夕方にかけて60分間隔で運行される。市立池田病院は、昼間時の5本のみが経由する。

- 11系統：阪急池田駅 → 五月山公園・大広寺 → 五月丘 → 東畑 → 呉羽の里 → 水月公園前 → 井口堂 → 阪急石橋北口 → 阪急石橋阪大前駅 → ダイハツ本社前 → 神田 → 池田駅南 → 阪急池田駅＜→5系統に変更して宇保町方面へ＞
  - 阪急石橋北口からそのまま神田方面へ直通して阪急池田駅へ戻る循環系統。日中の一部便は、阪急池田駅に戻った後に5系統に変更して、再び石橋方面へと戻る。

- 14系統：阪急池田駅 → 五月山公園・大広寺 → 五月丘 → 東畑 → 呉羽の里 → 附属池田小学校前 → 荘園口 → 井口堂
  - 呉羽の里 → 井口堂間を附属池田小学校前経由にした系統。石橋営業所への入庫回送と同小学校への通学便を兼ねているため、平日朝1本のみの運行となっている。

#### 五月丘一丁目経由
「五月丘」から南方向へ下った先にある「五月丘一丁目」を経由する系統。この付近は急坂のため、池田方面のみが運行されている。
- 2系統：阪急石橋北口 → 井口堂[注 4] → 水月公園前 → 呉羽の里 → 東畑 → 五月丘 → 五月丘一丁目 → 市立池田病院(一部のみ) → 阪急池田駅＜→11系統に変更して五月山公園・大広寺 → 東畑方面へ＞
  - 基本は石橋 → 井口堂 → 池田で運行されるが、営業所からの出庫の関係で、平日早朝〜朝ラッシュ時の一部に文化会館前「経由」便が、毎日日中の一部に文化会館前「始発」便が運行される。
  - 文化会館前経由便の一部は1系統からの続行便となっている。
  - 日中は1時間に文化会館前発と井口堂経由便が各1本運行される。
  - 市立池田病院は一部の井口堂経由便が停車。
  - 井口堂経由便の最終は深夜バス。

#### 下渋谷経由
池田市役所前 – 呉羽の里間を下渋谷経由で運行される系統。
- 3系統：阪急池田駅 - 池田市役所前 - 市立池田病院(一部のみ) - 下渋谷 - 呉羽の里 - 水月公園前 - 井口堂
  - 終日に渡ってほぼ1時間に1本の間隔で運行される。2025年以降、池田駅行きも含め全便が井口堂発着となっている。
  - 日中のみ市立池田病院も経由。
  - 平日の井口堂行き最終は深夜バス。

#### 附属池田小学校前経由
伏尾台線の伏尾台方面134系統と池田市内線の附属池田小学校前経由便の4系統をそれぞれ延長運行する形で一まとめにした系統。伏尾台発着便は平日のみの運行。
- 4系統：伏尾台(四丁目 → センター → 五丁目) → 久安寺 → 吉田橋 → 阪急池田駅 - 池田市役所前 - 市立池田病院(一部のみ) - 下渋谷 - 附属池田小学校前 - 荘園口 - 井口堂 ← 阪急石橋北口 ← 文化会館前

#### 宇保町経由
池田市消防本部の最寄りとなる宇保町を経由する系統。
- 5系統：＜→11系統からの直通あり/←6系統神田方面への直通あり＞阪急池田駅 - 池田市役所前 - 市立池田病院 - 宇保町 - 北豊島中学校前 - 園芸高校前 - 阪急石橋北口
  - 全て他系統との連続運行で、石橋方面は11系統→5系統、池田駅方面は5系統→6系統→1系統というように、5系統のみで完結する運行は設定されていない。

#### 神田・ダイハツ本社前経由
池田市南部の神田やダイハツ本社前を経由する系統。池田駅→石橋方面の6系統と逆方向の11系統が設定されている。阪急池田駅 - 池田電話局前間にある池田駅南は、11系統が停車する阪急池田駅方面のみ設置されている。
なお、11系統は、五月山公園・大広寺経由の項に記載されているため、この項では割愛とする。
阪急池田駅では1のりばから発車。
- 6系統：阪急池田駅 → 呉服町 → 神田 → 北豊島中学校前 → ダイハツ本社前 → 新開橋 → 阪急石橋阪大前駅 → 阪急石橋北口＜→1系統に変更して東畑方面へ＞

### 伏尾台線
池田駅から北方の丘陵部にある住宅地、伏尾台へのアクセス路線。
元は伏尾台営業所のメイン路線で、2022年12月17日の同所閉鎖に伴う豊能営業所への移管を経て、2024年以降は当営業所の運行となっている。
池田駅から伏尾台住宅地内の通常運賃は、大人270円・小児140円となる。
元は「東能勢線」の「伏尾台系統」であったが、2025年4月21日より現路線名となり東能勢線から独立した。
阪急池田駅では2のりばから発車する。
- 131系統：阪急池田駅 - 吉田橋 - 伏尾台(五丁目 → センター → 四丁目)
  - 伏尾台線の主力。
  - 池田駅 - 伏尾台 - 池田駅の循環運行が基本だが、入出庫の関係で阪急池田駅 → 伏尾台四丁目、伏尾台五丁目 → 阪急池田駅の区間便も一部運行される。

- 132系統：久安寺 → 伏尾台(五丁目 → センター → 四丁目) → 吉田橋 → 阪急池田駅 → 池田市役所前 → 市立池田病院
  - 朝に久安寺発のみ運行。伏尾台を131系統と同じ五丁目先行で循環し池田駅へ向かう。
  - 平日は市立池田病院行きが2本、土休日は池田駅行きが3本となる。

- 134系統：文化会館前 → 阪急石橋北口 → 井口堂 → 荘園口 → 附属池田小学校前 → 下渋谷 → 市立池田病院(一部のみ) → 池田市役所前 → 阪急池田駅 - 吉田橋 - 久安寺 - 伏尾台(四丁目 → センター → 五丁目)
  - 市街地直通便に関する詳細は4系統を参照。
  - 最終便は池田駅 → 伏尾台五丁目 → 久安寺で深夜バスとなる。

### 箕面中央線
箕面市西部の市役所や桜ヶ丘地区へ向かう路線。全系統、池田市内にも乗り入れる。
2022年12月の改正から北大阪急行延伸に伴うバス路線網の大幅再編までの期間、千里中央 - 阪急箕面駅間を白島経由で結ぶ白島線や下記の如意谷線とともに「箕面市内線」として統合され、同線の箕面中央系統という扱いになっていた。
箕面萱野駅や箕面駅の近くも走行するが、これらの駅には乗り入れない。
千里中央では7のりばから発車。
- 82系統：千里中央 - 箕面船場阪大前駅 - 新船場北橋 - 市立病院前 - 箕面市役所前 - 桜ヶ丘 - 呉羽の里 - 井口堂 ← 阪急石橋北口
  - 北急線の千里中央・箕面船場阪大前の両駅と阪急宝塚・箕面線の石橋阪大前駅付近を結ぶ。
  - 東側は日中のみ千里中央発着で、その他の時間帯は箕面船場阪大前駅発着。一方西側は、営業所の入出庫の都合で阪急石橋北口発・井口堂着となっている。
  - 日中は1時間に1本運行。北急延伸前は2本運行されていた[注 7]。

#### 新稲系統
元々は呉羽の里近辺を循環する系統だったが、この役割は後述の箕面小野原線に譲り、現在は千里中央 - 呉羽の里間を新稲経由で往復運行する系統に再編されている。
日中3時間に1本、1日あたり4往復のみの運行で、社会実験路線の扱い。
- 81系統：千里中央 - 箕面船場阪大前駅 - 新船場北橋 - 市立病院前 - 箕面市役所前 - 新稲 - 呉羽の里

### 箕面小野原線
北急延伸に伴う箕面市内バス路線網再編の際に、それまで不便であった市内東西移動の利便性を高めるために新設された社会実験路線。小野原東線177系統と箕面中央線旧81・83系統を統合したような運行形態となっており、小野原東を起点に箕面船場阪大前駅付近・箕面萱野駅を経由し、呉羽の里周辺では循環ルートをとる。
日中は平日60分・土休日80分間隔での運行で、概ね14時台までは新稲先行・15時台以降は桜ヶ丘先行となる。循環方向による系統番号の違いはない。
始発2本は呉羽の里始発桜ヶ丘経由、最終2本は桜ヶ丘経由呉羽の里止まり。
箕面萱野駅では3-Bのりばから発車。
- 181系統：小野原東 - 小野原南 - 小野原西五丁目 - 今宮四丁目 - 新船場北橋 - 箕面萱野駅南 - 箕面萱野駅 - 箕面市役所前 - 新稲 - 呉羽の里 - 桜ヶ丘 - 箕面市役所前 - 箕面萱野駅 - 箕面萱野駅南 - 新船場北橋駅 - 今宮四丁目 - 小野原西五丁目 - 小野原南 - 小野原東

### 如意谷線
箕面萱野駅から至近距離の丘陵部にある住宅地・ルミナス箕面の森や如意谷住宅へのアクセス路線。
北急延伸前は千里中央発着であったが、延伸で最寄りの駅が一気に近くなったことから需要が不透明であったため、一部時間帯を除き本数は概ね維持しつつも当初は社会実験路線の扱いとされていた。その後の実験で需要が見込まれることが判明したため現在は箕面山麓線とともに本格運行路線となっている。
北急延伸改正で一度豊能営業所に移管されていたが、2025年には当営業所に復帰している。
箕面萱野駅では7-Bのりばから発車。
- 85系統：箕面萱野駅 → 白島 → 白島北 → 萱野北小学校前 → ルミナス箕面の森 → 如意谷住宅前 → 萱野北小学校前 → 白島北 → 白島 → 箕面萱野駅

## 過去の主な担当路線

### 豊中西宮線
国道171号を経由して石橋および阪急豊中駅 - 西宮北口間を結んでいた路線。ただし、1984年4月の改正から石橋発着が基本となり、豊中まで向かう便は1日1往復のみであった。
長らく運行形態に変化はなかったが、2005年4月29日の改正より昼間の運行本数が毎時1本から2時間に1本へ半減された。また、2009年4月29日の改正では阪急石橋 - 西宮北口系統を石橋北口に延伸した。
2019年7月13日の改正で豊中発着の97系統は平日朝の豊中発西宮北口行1便のみとなり、豊中行は廃止となった（同改正時点のダイヤは朝夕は1時間に1本、日中は2 - 3時間に1本程度となる）。同時に石橋北口を「阪急石橋北口」に、北伊丹を「JR北伊丹」、寺本公団前を「アルビス寺本」にそれぞれ停留所名を改称した。
伊丹市内では伊丹市営バスと並行しており、初乗り運賃は同交通局に同調していた。また、髭茶屋近辺で尼崎市内も通るが、距離が短いためか阪神バス尼崎市内線に合わせた運賃とはなっていなかった。
茨木営業所の石橋線石橋系統（茨木～石橋～西宮間）、さらにはかつての京阪バス石橋枚方線（現・枚方茨木線）の枚方～茨木～石橋間と起源を同じくする歴史ある路線であった。
運転士不足への対応として、2023年11月5日の運行を最後に廃止。
- 96系統：阪急石橋北口 - 阪急石橋阪大前駅 - 中之島 - 北今在家 - 新開橋 - 下河原 - 北村 - 伊丹市役所前 - 昆陽ノ里 - 西宮中央病院前 - 西宮北口

- 97系統：阪急豊中駅 → 蛍池 → 石橋 → 中之島 → 北今在家 → 新開橋 → 下河原 → 北村 → 伊丹市役所前 → 昆陽ノ里 → 西宮中央病院前 → 西宮北口
  - 平日片道1便のみ。

### かやの中央線
「千里中央 - かやの中央線」と称されることもある。2003年10月1日から運行されている。当初は『箕面マーケットパーク・ヴィソラ シャトルバス』という名称であったが、2013年10月の施設名変更に伴い、『みのおキューズモール シャトルバス』の名称となり現在に至っている。
当初は伊丹営業所が担当していたが、2007年12月頃に移管された。また、この際に「箕面市内線（白島系統）」から独立した路線となった。
伊丹営業所が運行していた頃から、車両は本営業所傘下の千里中央車庫に常駐し、運用されていた。本営業所への移管後は、車籍も神戸ナンバーから大阪ナンバーに付け替えられた。本路線に使用される車両3台にはラッピングが施されており、ヴィソラ時代は青基調のラッピングであったが、みのおQ's mallとなってからは黄色基調のラッピングに模様替えした。また、週末を中心とした多客の際には、ラッピングが施されていない一般路線車両が応援に入ることがあった。
かやの中央が最寄りの、みのおQ's mallへの買い物客向けに特化した路線であるため、独自の割引制度がある。また、2004年1月4日まではこれとは別に無料の臨時便もあった（経路は異なる）。
2006年10月からの2年間はさらに先の北千里発着便も運行されていた（クローズドドアシステムにより、北千里 - 千里中央間は利用できなかった）。
- 千里中央 - （直行） - かやの中央

## 車両
大型車が中心に配置されている。中型車は池田市内線の南側で使用されることが多い。
ハイブリッドバスを3台配置しており、池田市の補助によって導入された車両は主に池田市内線で、箕面市の補助によって導入された車両は主に箕面市内方面の路線で運行されている。
かつてはCNGバスも比較的多く在籍してたが、2018年12月までに姿を消している。